# Pipers River (ort)
Pipers River är en ort i Australien. Den ligger i kommunen George Town och delstaten Tasmanien, i den sydöstra delen av landet, omkring 200 kilometer norr om delstatshuvudstaden Hobart.
Runt Pipers River är det mycket glesbefolkat, med 2 invånare per kvadratkilometer.. Närmaste större samhälle är Karoola, omkring 17 kilometer söder om Pipers River. 
I omgivningarna runt Pipers River växer i huvudsak städsegrön lövskog. Genomsnittlig årsnederbörd är 1 078 millimeter. Den regnigaste månaden är augusti, med i genomsnitt 150 mm nederbörd, och den torraste är januari, med 35 mm nederbörd.